# Ujiji

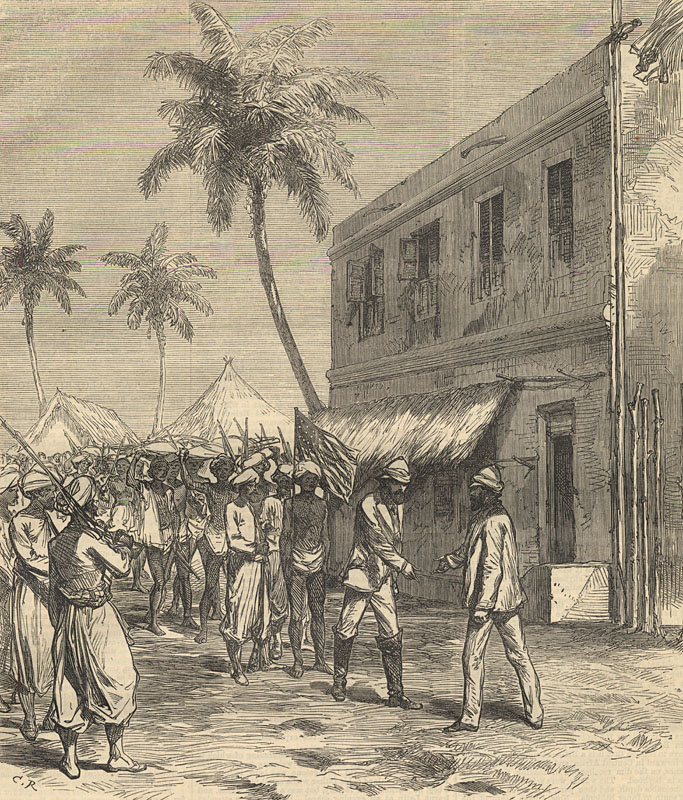
Lo storico incontro tra Stanley e Livingstone a Ujiji.The Illustrated London News, 1871

Ujiji, Udjiji o ancora Oudjiji è un'antica città della Tanzania posta sul lago Tanganica, a circa 10 chilometri a sud di Kigoma, nella Regione di Kigoma.

## Storia
Nel 1900 la sua popolazione era stimata a 10.000 unità, nel 1967 a 41.000, mentre il numero attuale non è conosciuto. A partire dal XIX secolo fu un importante centro commerciale nelle relazioni tra l'Africa centrale e l'Africa orientale (Zanzibar). Richard Francis Burton e John Hanning Speke la visitarono nel 1858 in occasione della loro spedizione alla ricerca delle sorgenti del Nilo. Ad Ujiji ebbe luogo il celebre incontro il 10 novembre 1871 tra David Livingstone e Henry Morton Stanley, che salutò il primo con "Doctor Livingstone, I presume" ("Dottor Livingstone, presumo"). La città era al centro di un vasto stato, chiamato con lo stesso nome Ujiji o Paese d'Ujiji.